# シマミミズ
シマミミズ（Eisenia fetida）は、ミミズの1種。世界に広く分布する種で、ミミズの中でもよく知られたものである。体節の中央が色濃くなって、縞模様に見える。なお学名は古くは E. foetida が用いられ、若干の混乱がある。

## 特徴
大型のミミズの1つ。体長は60~180mm、体幅は3-4mmで全体の体節数は80~110程度。体はやや扁平になっている。体節それぞれの中央部が紫褐色の太い帯になっているため、全体を見ると縞模様に見える。体節間の溝部や肛門周辺部では体腔液が透けて見え、黄色みを帯びる。ただし体色には個体変異もある。
環帯はXXVVIからXXXIIまでの5体節に渡り、鞍状で淡赤色を帯びる。剛毛は各体節に4対ずつで、腹面側からabcdと名付けられ、aa間はab間とほぼ等しく、dd間は体周の約半分、つまりdは体側ほぼ中央に位置する。XIIIとXIV体節の腹面両側に産卵孔が、XV節の腹面両側には雄性孔がある。体内ではXIII節に卵巣が1対、精巣は2対でXとXI節にある。また貯精嚢は4対でIX、X、XI、XIIにある。
本種の外見的な目立つ特徴は体節の中央が色濃いことによって全身が縞模様に見えることであり、和名はこれによると思われる。英名もこれにちなみ brandling earthworm、あるいは tiger earthworm であるとのこと。

## 生息環境
特に有機物の多い湿った土を好み、堆肥の周囲や台所の流し周辺などにきわめて普通に見られる。
ゴミ捨て場、イネ藁や家畜の糞の堆積場など、人為的影響の大きい場所によく見られ、森林内などの自然な条件の場にはほとんど生息していない。生息地での密度はとても高い。
ただし現代日本では生ゴミはすべて纏めて回収され、田舎でも堆肥舎なども滅多にないために本種の生息場所はかなり減少している。畑の片隅に畳や段ボールが積まれていると、そこでは本種が多量に群生している場合があり、往時をしのばせるものとなっている由。天王寺動物園では本種をキウイの餌とするために獣の糞や敷藁を積み上げて本種を繁殖させた事例もある。

## 習性
卵包はレモン色で長さ3-6mmで幅2-3mm、中に1個から10数個までの卵を含む。孵化には20℃で約20日を要し、2-3ヶ月で鞍状の環帯が出来て成体になる。通年に渡って様々な大きさの本種を見ることが出来る。
卵包は環帯の表面に分泌された粘液が固まることで出来る外部膜からなり、ミミズはその膜が出来ると体を後退させることでこの膜を体前方へとずらしてゆき、その中に雌性孔から卵を、受精嚢孔から精子を放出し、最後に口先より体から離される。体から離れると卵包の先端と後端は収縮し、前後にやや尖った丸っこい形となる。なお、精子はこれ以前に他個体と交接して受精嚢に受け取ったものである。
また卵包を糞塊で覆った状態のものが見られ、卵包を保護するためと考えられている。卵包から出てくる幼ミミズの個体数は卵包の大きさによって異なり、ヨーロッパの記録では最大で20個体に達した。
大阪での観察では繁殖は周年行われるが、産卵は春と秋に多く、夏にはかなり減少した。

## 分布
日本では北海道から九州まで分布が見られる。
国外では全世界に分布する。
分布域としては温帯が中心で、熱帯でも所々で見られる。ヨーロッパ起源と思われ、それ以外の分布域は人為的なものと考えられる。鉢植えの植物と共に運ばれたとするのが主であるが、釣り餌として普遍的に用いられており、そのための人為的な移植もあったものと想像されている。

## 近似種など
環帯がフトミミズ類では14番目の体節から3節分であるのに対し、本種を含むツリミミズ科ではより後方でより多くの体節を含んで幅広く、また鞍方で背面にはあるものの腹面にはなくて体節が見える。この点で多くの種を含むフトミミズ類からは区別出来る。本種の判別点として、縞模様が目立つことが挙げられる。
フトミミズ科のシマチビミミズ Pheretima okutamaensis はやはりはっきりした縞模様があり、本種に似て見えるが、上記のような差異で区別出来る。
本種と同属のサクラミミズ E. japonica も日本全国に分布する。大きさもほぼ同じだが体色は乳白色から淡赤色、淡赤褐色などで縞模様はない。腸内の食物でも体色が違って見える。同科で別属のカッショクツリミミズも国内に広く分布し、大きさはやはり同じくらい、やはり縞模様はなく、全体に褐色がかり、環帯がやや色の薄い茶色であるのが目立つ。
しかし同属でもっともよく似ているのは以下の種である。

### アンドレツリミミズとの関係
アンドレツリミミズ E. andrei はもともと1963年に本種の色彩変異として区別されたのが最初で、1972年には本種の亜種として記載された。しかし現在はこの2種を別種と見なす研究者が多い。この種は本種のような縞模様はなく、一様に赤い色をしていることで区別出来る。それ以外の形質や生態的な特徴では両種には区別出来るものがない。生殖的にはアンドレツリミミズの方が卵包を作ることと、より成長が早いことが知られる程度である。生化学的には両種に違いが見られ、アンドレツリミミズは本種から幾つかの生理活性に関する遺伝子対が失われたことで生まれたとの説が唱えられたこともある。
この両者は分布域も両種共に世界に渡り、同じ場所で共にコロニーを作り、同じようにコンポストなどに出現する。しかし実験的に2種を交配させると、両者は生殖的に隔離されていることが確かめられている。
なおこの種も本種とほぼ同じように利用されている。

## 利用
釣り餌や養魚場の餌として用いられる。そのほか、汚泥や産業廃棄物の処理、肥料化などに本種を利用することが試みられている。
香港では本種を8000匹用いて生ゴミ処理が行われているという。また生ゴミのミミズによる堆肥化にも本種がよく用いられるが、好気性微生物による堆肥化とミミズによる堆肥化を比較すると、微生物による発酵ではその過程でアンモニア、メタン、二酸化炭素などの成分が発生し、これらはいずれも温室効果ガスである。ミミズを用いた場合にはこの成分の発生がずっと少なくなる。

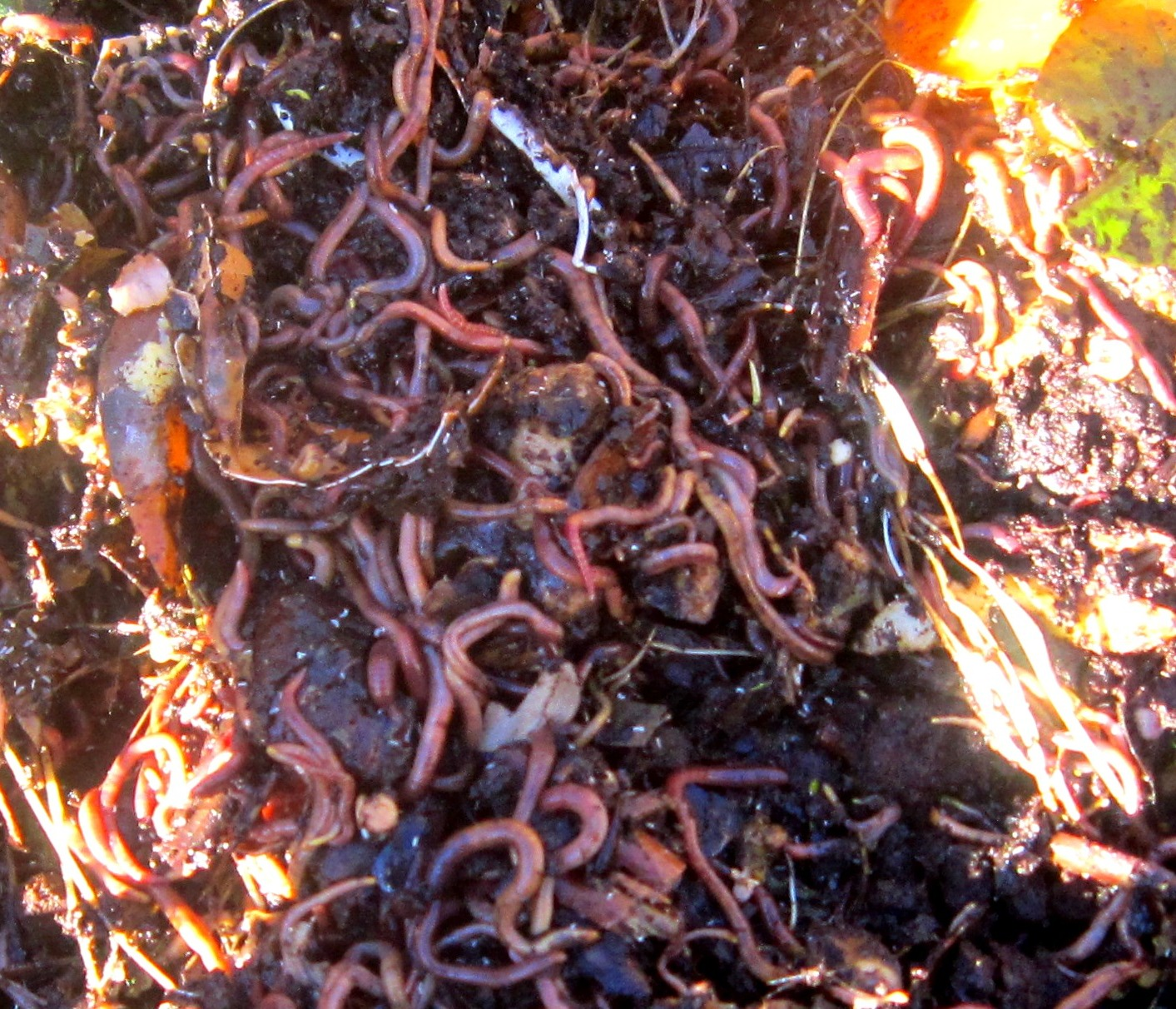
集団の様子
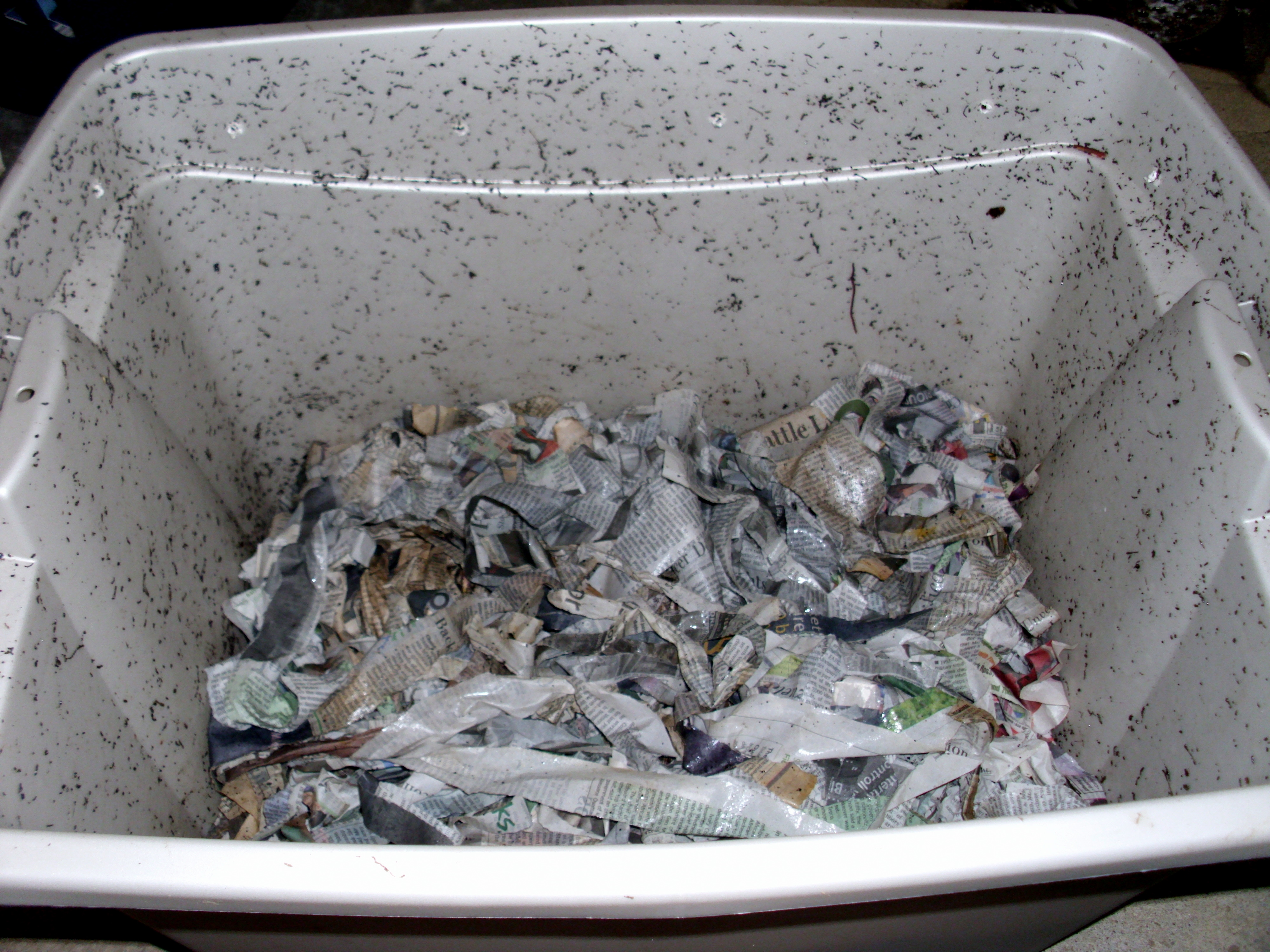
ミミズに分解させるコンポスト
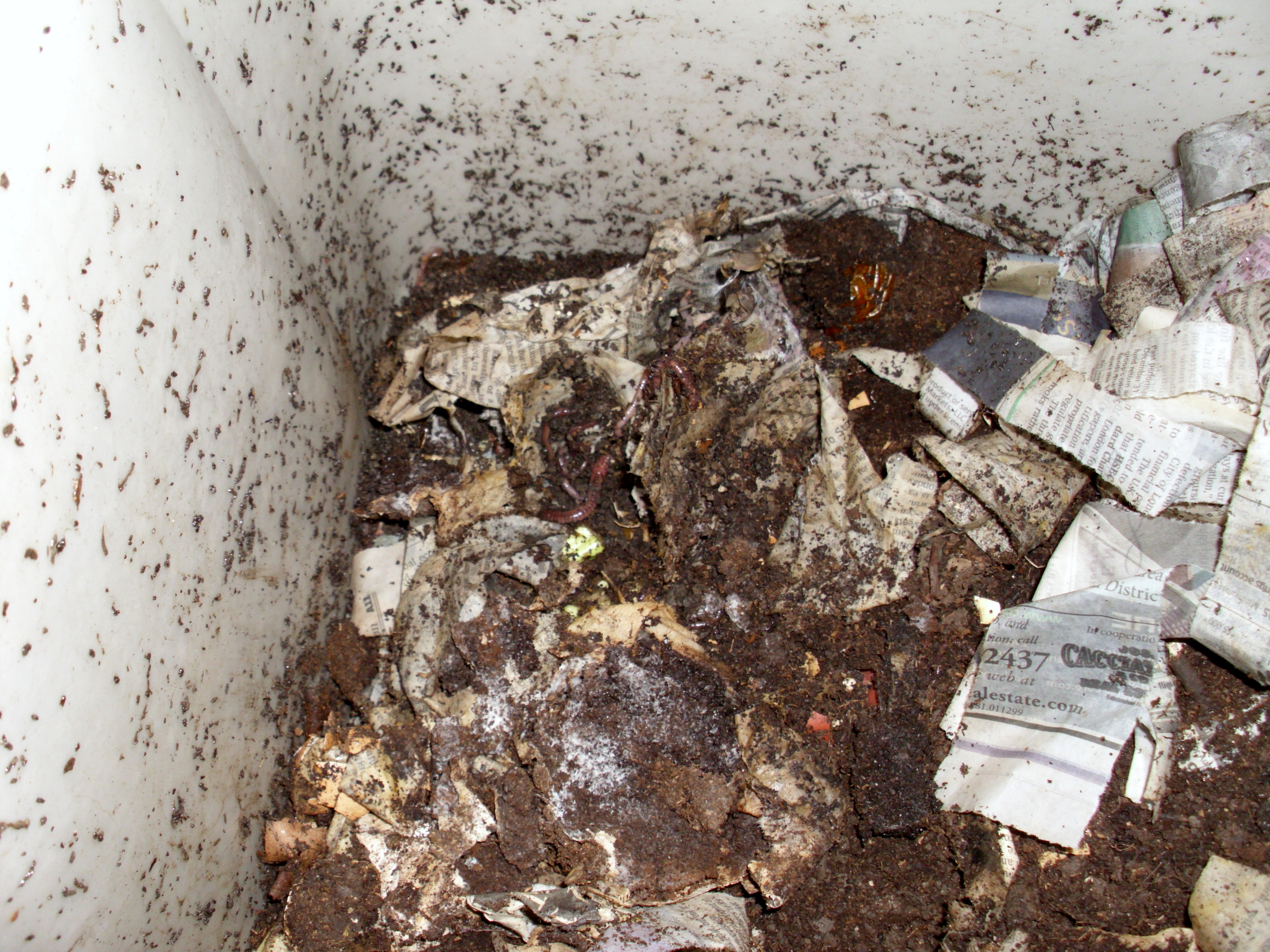
その内部の様子